# 佐野優子
佐野優子（1979年7月26日—），出生於日本大阪府高槻市，是日本女子排球運動員，身高159公分，體重54公斤，場上位置為自由人。

## 生涯簡介
佐野優子在小學4年級開始接觸排球，高中就讀於京都府立北嵯峨高校，在當年的全國都道府縣高校運動會排球賽中奪得季軍及最優秀選手獎。
1998年加入尤尼茲卡女排隊，2000年廢部後隨隊移籍至東麗箭女排隊。2002年首次加入日本女排，並在世界排球錦標賽中出場。2002-03球季獲得V-Legaue最佳一傳獎及最佳自由人獎，2003年8月退出東麗箭。而在2003年的世界杯排球賽中，由於並未加入其他球隊，佐野以日本排球協會所屬人員的身份出賽。
2004年的雅典奧運資格賽，佐野落選日本女排，無法參加雅典奧運。同年5月加入法國RC康城俱樂部，在法國的兩年間，獲得歐洲冠軍錦標賽最佳自由人獎。
2006年6月返國，加盟久光製藥Springs，2007年即成為同隊奪得V-Legaue女子組總冠軍的功臣之一，也再次獲得最佳自由人獎。
2007年復出加入日本女排，即在同年的世界杯獲得最佳接應獎及最佳救援獎。2008年再度獲得V-Legaue最佳接應獎及最佳自由人獎，同年舉行的北京奧運資格賽中，日本女排成功獲得北京奧運入場券，佐野終於圓了奧運夢，參加2008年北京奧運女子排球賽，最終日本女排位列第五名。
2009年的V-Legaue決賽中，其所屬的久光製藥Springs獲得亞軍，個人也獲得最佳一傳獎、最佳自由人獎、最佳六人獎（自由人）及敢鬥獎。
2009年4月再次登錄至日本女排集訓名單中，由此可見佐野的自由人功力再一次受到各界認同。今後的表現更是佐野優子令人期待的地方。
2009年12月24日，佐野正式開通個人官方部落格。
2010年7月正式退出久光製藥Springs，同年8月正式簽約加盟阿塞拜疆甲組排球聯賽球隊 - Igtisadchi Baku，再次挑戰海外聯賽。
2014在東京獲得世界女排大獎賽亞軍後沒隨隊到意大利參與世錦賽。
2015宣佈退役。並從事日本球員輸出歐洲市場的工作。

## 軼事
- 2003年世界杯時，佐野與身高相同的竹下佳江一同被喻為「排球界的迷你早安」。
- 在RC康城期間，隊服為燈籠褲，佐野成為日本人唯一一位（也是最後一位）穿著燈籠褲的選手。
- 初入久光製藥Springs時，登錄名稱是「佐野由宇子」，直到2006年11月改回原名登錄。

## 生涯及得獎經歷
- 生涯簡歷

清水小學→上牧中學→京都府立北嵯峨高校→尤尼茲卡（1998－2000年）→東麗箭（2000－2003年）→RC康城（2004－2006年）→久光製藥Springs（2006-2010年）→ Igtisadchi Baku（2010年至13）→Denso Airybees(2014-2015)
- 日本女排 - 2002－2003年、2007年至今
- 國際賽事
  - 奧運會－2008年
  - 世錦賽－2002年、2010年
  - 倫敦奧運－2012年
  - 世界杯－2003年、2007年
- 獲得獎項
  - 2003年－V-Legaue最佳一傳獎及最佳自由人獎
  - 2006年－歐洲冠軍錦標賽最佳自由人獎
  - 2007年－V-Legaue最佳自由人獎、AVC亞洲球會大賽最佳接應獎、亞洲排球錦標賽最佳接應獎、世界杯最佳接應獎及最佳救援獎
  - 2008年－V-Legaue最佳一傳獎及最佳自由人獎、世界女排大獎賽最佳自由人獎
  - 2009年－V-Legaue最佳一傳獎、最佳自由人獎、最佳六人獎（自由人）及年度敢鬥獎、意大利四國女排邀請賽最佳自由人獎
  - 2012年－倫敦奧運女子排球銅牌
  - 2014年－世界女排大獎賽最佳自由人獎、最有價值球員(MVP)

## 外部連結
- 佐野優子官方部落格（页面存档备份，存于）
- 佐野優子所屬經理人公司 - Delightcorp官方網站（页面存档备份，存于）

| 獎項                            | 獎項                               | 獎項                                   |
| ------------------------------- | ---------------------------------- | -------------------------------------- |
| 前任： 张娴 Fabiana de Oliveira | 世界女排大獎賽最佳自由人 2008 2014 | 繼任： Kerstin Tzscherlich Anna Malova |
| 前任： 泰莎·梅內塞斯            | 世界女排大獎賽最有价值球员 2014    | 繼任： 卡丝塔·洛维                     |